# Weedon, Buckinghamshire
Weedon är en ort och civil parish i Storbritannien.   Den ligger i kommunen Buckinghamshire och riksdelen England, i den södra delen av landet, 60 km nordväst om huvudstaden London. Weedon ligger 113 meter över havet och antalet invånare är 275.
Terrängen runt Weedon är platt. Runt Weedon är det tätbefolkat, med 356 invånare per kvadratkilometer. Närmaste större samhälle är Aylesbury, 4,4 km söder om Weedon. Trakten runt Weedon består till största delen av jordbruksmark.